# Peter J. Bickel
Peter John  Bickel (* 21. September 1940 in Bukarest) ist ein US-amerikanischer Statistiker und Hochschullehrer an der University of California, Berkeley.

## Leben
Bickel studierte in Berkeley mit dem Bachelor-Abschluss 1960, dem Master-Abschluss 1961 und der Promotion in Statistik bei Erich Leo Lehmann 1963 (Asymptotically Nonparametric Statistical Inference in the Multivariate Cases). 1963 wurde er Assistant Professor in Berkeley und 1970 erhielt er dort eine volle Professur. 
1965/66 war er Lecturer am Imperial College London.
Er befasste sich mit nichtparametrischen Methoden, semiparametrischen Modellen, Robustheit, asymptotischen Methoden und Näherungen, Inferenz bei stochastischen Prozessen, Anwendungen der Statistik in der Molekularbiologie (regulatorische Netzwerke in Zellen) und Genomik, Meteorologie und Verkehrsmanagement, Hidden Markov Models und Maschinenlernen. Als ein Hauptforschungsinteresse gibt er an zu verstehen, wie man Statistik auf hochdimensionalen Datenmengen betreiben kann ohne viele Vorkenntnisse. Das führte ihn unter anderem zur Abschätzung von Kovarianzmatrizen und ihrer Eigenwertstruktur in hohen Dimensionen. 
1970 war er Guggenheim Fellow, 1973 wurde er Fellow der American Statistical Association, 1984 MacArthur Fellow, 1986 Mitglied der National Academy of Sciences, 1986 der American Academy of Arts and Sciences und 1995 auswärtiges Mitglied der Königlich Niederländischen Akademie der Wissenschaften. Er ist Fellow der American Association for the Advancement of Science und des Institute of Mathematical Statistics und war 1980 dessen Präsident und im selben Jahr Wald-Lecturer. 1981 erhielt er den Committee of Presidents of Statistical Societies (COPSS) Award. Er war Präsident der Bernoulli Society.
1986 wurde er Ehrendoktor der Hebräischen Universität in Jerusalem und 2014 der ETH Zürich und 2006 Kommandeur des Ordens von Oranje-Nassau.

## Schriften
- Mit Kjell A. Doksum: Mathematical Statistics – Basic Ideas and Selected Topis. Prentice Hall, Englewood  Cliffs 1977, ISBN 0-13-564147-0.
- Mit Chris Klaassen, Yakov Ritov, Jon A. Wellner: Efficient and adaptive estimation for semiparametric models, Johns Hopkins University Press 1993, Springer 1998.
- Mit Kjell A. Doksum: Mathematical Statistics: basic ideas and selected topics, 2. Auflage, Band 1, CRC Press 2015, Band 2, CRC Press 2016.
- Jianqing Fan, Ya'acov Ritov, Chien-Fu Wu (Hrsg.): Selected Works of Peter J. Bickel, Springer 2013